# Ankammanahal, Sandur
Ankammanahal là một làng thuộc tehsil Sandur, huyện Bellary, bang Karnataka, Ấn Độ.